# Pseudonapomyza atrata
Pseudonapomyza atrata este o specie de muște din genul Pseudonapomyza, familia Agromyzidae. A fost descrisă pentru prima dată de Malloch în anul 1914. Conform Catalogue of Life specia Pseudonapomyza atrata nu are subspecii cunoscute.